# 切普萊尼察鄉
47°23′N 27°01′E / 47.383°N 27.017°E
切普萊尼察鄉（羅馬尼亞語：Comuna Ceplenița, Iași），是羅馬尼亞的鄉份，位於該國東北部，由雅西縣負責管轄，面積45平方公里，海拔高度115米，2007年人口4,530，人口密度每平方公里100人。